# Schizaphis nigra
Schizaphis nigra är en insektsart som först beskrevs av Baker, A.C. 1918.  Schizaphis nigra ingår i släktet Schizaphis och familjen långrörsbladlöss. Inga underarter finns listade i Catalogue of Life.